# Oreophryne crucifer
Oreophryne crucifer är en groddjursart som först beskrevs av Van Kampen 1913.  Oreophryne crucifer ingår i släktet Oreophryne och familjen Microhylidae. IUCN kategoriserar arten globalt som otillräckligt studerad. Inga underarter finns listade i Catalogue of Life.